# Љубавно писмо (ТВ филм из 1983)
Љубавно писмо је југословенски ТВ филм из 1983. године. Режирао га је Дејан Ћорковић а сценарио су написали Мирослав Беловић и Коста Трифковић.

## Улоге
| Глумац               | Улога  |
| -------------------- | ------ |
| Раде Марјановић      | Доктор |
| Тања Бошковић        |        |
| Дубравка Живковић    | Евица  |
| Владимир Илић        |        |
| Жарко Радић          | Лаза   |
| Даница Максимовић    |        |
| Александар Хрњаковић | Јован  |
| Лидија Булајић       |        |
| Миленко Павлов       |        |
| Даница Мокрањац      |        |
| Злата Нуманагић      |        |

Остале улоге ▼
| Глумац             | Улога |
| ------------------ | ----- |
| Милан Панић        |       |
| Јован Антић        |       |
| Зоран Бабић        |       |
| Михаило Ђурић      |       |
| Србољуб Милин      |       |
| Веселин Стијовић   |       |
| Љиљана Стјепановић |       |